# Kang Chang-gi
Kang Chang-gi (kor. 강창기, ur. 28 sierpnia 1928  – zm. 5 stycznia 2007 w Seulu) – południowokoreański piłkarz występujący podczas kariery na pozycji pomocnika.

## Kariera klubowa
Kang podczas kariery piłkarskiej występował w klubie Seoul Army Club.

## Kariera reprezentacyjna
W reprezentacji Korei Południowej Kang występował w latach 50. 
W 1954 został powołany do kadry na mistrzostwa świata. Na mundialu w Szwajcarii wystąpił w przegranych meczach: 0-9 z Węgrami i 0-7 z Turcją.